# Mustafa (książę)
Mustafa, Şehzade Mustafa Muhlisi (ur. w 1515 roku w Manisie, zm. 6 października 1553 roku w Konyi) – syn sułtana Sulejmana Wspaniałego i jego konkubiny  Mâhidevrân. Był władcą Manisy od 1533 do 1541, a następnie Amasyi od 1541 do 1553 roku. Mustafa był następcą tronu osmańskiego i bardzo popularnym księciem wśród mieszkańców Anatolii.

## Życiorys

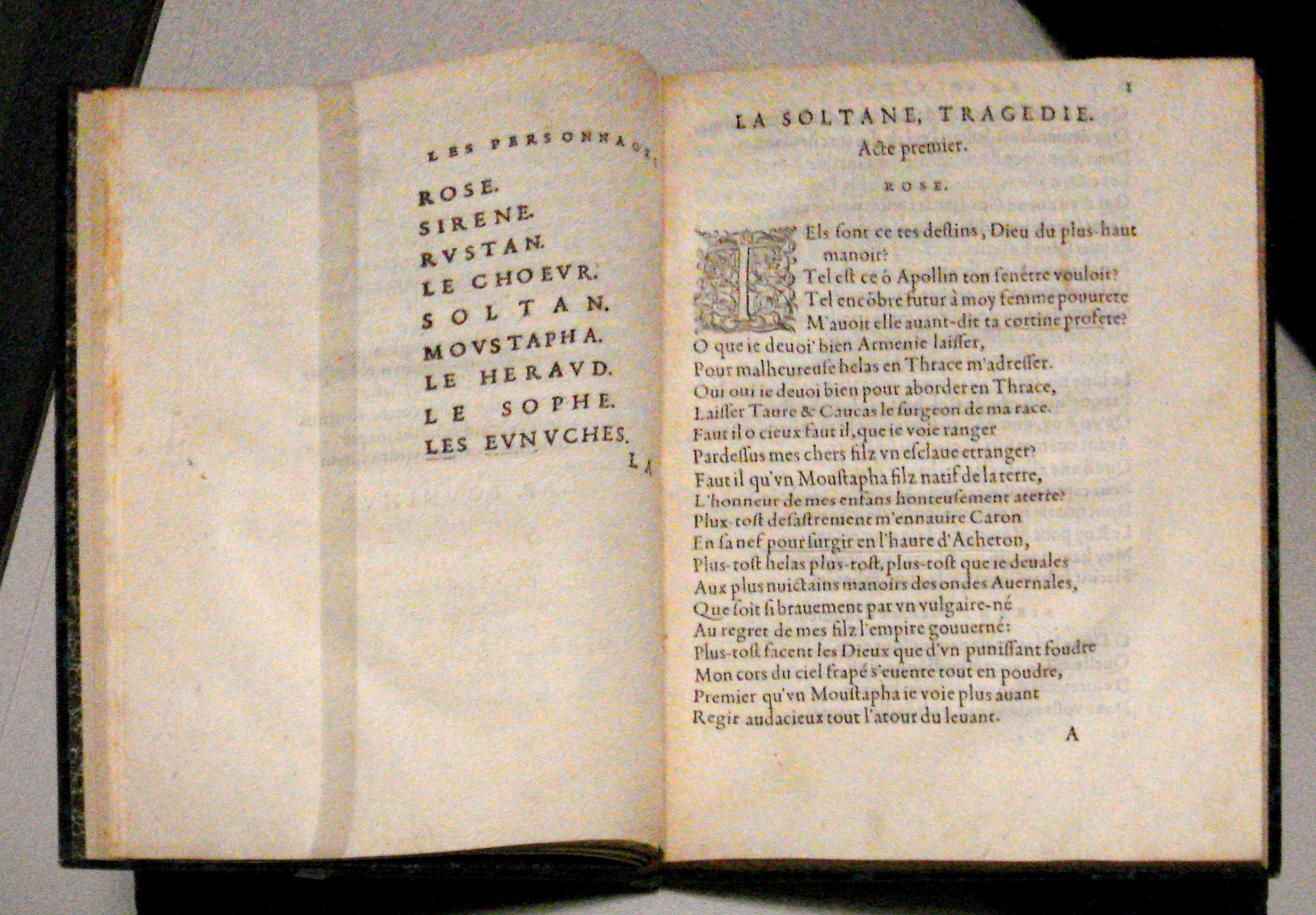
Śmierć Mustafy w 1553 była tematem francuskiej tragedii La Soltane napisanej przez Gabriela Bounina w 1561 roku.

Mustafa urodził się w 1515 roku w Manisie jako syn Sulejmana Wspaniałego i jego niewolnicy Mâhidevrân, w czasie gdy Sulejman był jeszcze księciem. Mustafa miał problemy w relacjach ze swym ojcem już od bardzo wczesnych lat życia. Był pierworodnym synem i w związku z tym następcą tronu, ale ojciec, według niektórych historyków, był bardziej zainteresowany jego młodszym przyrodnim bratem Mehmedem, najstarszym synem Roksolany, najpierw konkubiny, a później prawowitej żony Sulejmana. Sulejman faworyzował młodszego syna, co stwarzało wrażenie, że przygotowuje go do przejęcia tronu. Zachowanie ojca irytowało Mustafę. Następny szok przeżył po wysłaniu go do Amasyi z mającej większe znaczenie Manisy. Władanie Manisą przekazano Mehmedowi. Jednak po tym, jak został wysłany do Amasyi, Mustafa dostał wiadomość o edykcie napisanym przez Sulejmana. Ku jego miłemu zaskoczeniu, edykt wskazywał, że to właśnie on był jedynym pretendentem do tronu. Sulejman wysłał go do Amasyi nie dlatego, że nie chciał, by został jego następcą, ale by broniąc wschodniego wybrzeża imperium osmańskiego, nauczył się zarządzania dużym państwem. Edykt ten był przyjęty z ulgą przez armię i naród, jako że książę Mustafa był popularnym następcą tronu.
W Amasyi dowiedział się o śmierci swojego brata Mehmeda. Wydawało się, że wszystkie bariery między Mustafą a tronem zniknęły, ale pojawiło się kolejne wyzwanie. Inny brat Mustafy, Bajazyd został wysłany do Konyi, przydzielonego mu sandżaku. Była to krytyczna decyzja, ponieważ był on, jak i nieżyjący już Mehmed, synem sułtanki Roksolany. Jej poparcie dla własnego syna, Bajazyda, utrudniało karierę polityczną Mustafy, który z powodzeniem rządził Amasyą przez 12 lat. W 1547 roku w czasie wyprawy Sulejmana przeciwko Persji, sułtan spotykał się ze swymi synami, Selimem, Bajazydem i Mustafą w różnych miejscach i opowiadał im o sytuacji politycznej. Było to już długo po śmierci Mehmeda, ale współzawodnictwo między trzema książętami nadal trwało. Selim został wysłany do Anatolii jako książę Manisy w 1544 roku.
Życie Mustafy znalazło się znowu w niebezpieczeństwie, gdy sułtanka Roksolana i wielki wezyr Rüstem Pasza uknuli przeciw niemu dworską intrygę na rzecz jej synów Selima i Bajazyda.

## Egzekucja

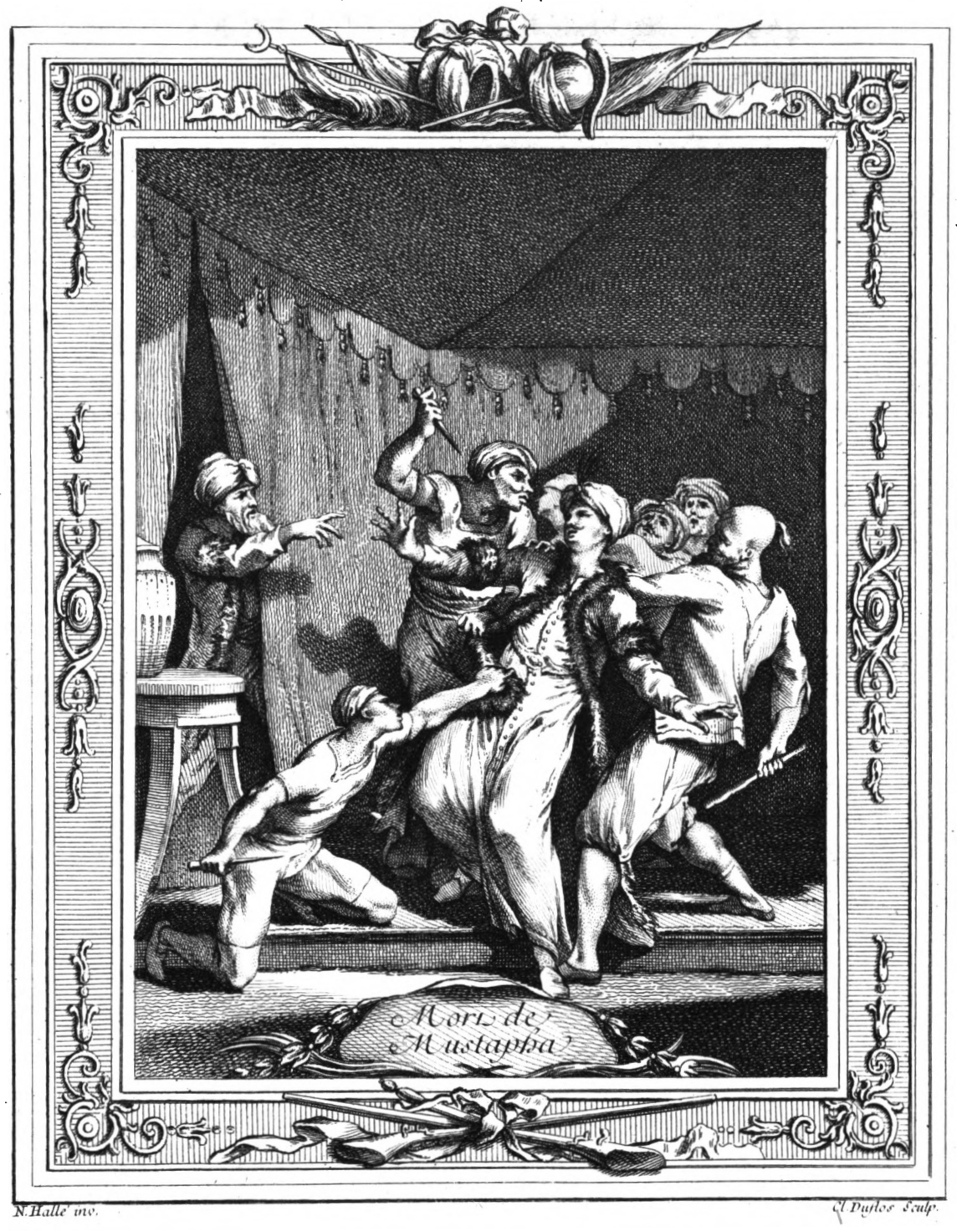
Śmierć Mustafy przez uduszenie. Grafika Cl. Duflosa z XVIII wieku.

W czasie perskiej kampanii Sulejmana jego armia zatrzymała się na pewien czas w Ereğli. Podczas gdy sułtan był w Ereğli, Rüstem Pasza zaproponował Mustafie dołączenie do armii ojca. W tym samym czasie ostrzegł Sulejmana i przekonał go, że Mustafa przybywa, by go zabić.
Mustafa przyjął propozycję Rüstema Paszy i zgromadził swoje wojsko, by przyłączyć się do ojca. Sulejman potraktował to jako zagrożenie i rozkazał zabić syna. Gdy Mustafa wszedł do namiotu ojca, by się z nim spotkać, strażnicy Sulejmana zaatakowali go i po długiej walce zabili, używając cięciwy od łuku.

## Po egzekucji
Po śmierci księcia, janczarowie i anatolijscy żołnierze oprotestowali decyzję Sulejmana. Wojsko Mustafy miało egzekucję za niesprawiedliwą, ponieważ uważali, że jej powodem były polityczne machinacje Roksolany i Rüstema Paszy. Janczarzy popierali Mustafę ze względu na osmańskie tradycje związane z sukcesją tronu, a także jego sukcesy jako dowódcy wojskowego. Po protestach armii Sulejman pozbawił Rüstema stanowiska wielkiego wezyra i odesłał go do Stambułu.
Sulejman nakazał pochowanie Mustafy z państwowymi honorami w Stambule. Po tygodniowym wystawieniu zwłok w świątyni Hagia Sophia, Mustafa został pochowany w wielkim mauzoleum w Bursie.
Egzekucja Mustafy wywołała niepokoje w Anatolii, a szczególnie w Amasyi, ponieważ widziano w nim następcę sułtana. Ludzie byli wściekli na Rüstema i innych, którzy byli oskarżani o udział w spisku mającym na celu pozbawienie życia Mustafy. W niektórych regionach Anatolii mówiono o nim jako o „sułtanie Mustafie”, tak jakby rzeczywiście odziedziczył tron. Jego życie i los stały się częścią tureckiej literatury w Anatolii. Poeta Taşlıcalı Yahya Bey stworzył elegię dla zmarłego księcia. Jego historia była podobna do historii sułtana Cema.

## Małżeństwa i potomstwo
Miał czworo znanych dzieci: 
- Orhan urodzony w Manisie w 1535, zmarły w 1552 w Konyi.
- Nergisşah Sultan urodzona w Manisie w 1536. Wyszła za mąż za Damata Cenabi Ahmet Paszę w 1555. Zmarła w 1562.
- Mehmed urodzony w 1547 w Amasyi, zmarł 10 grudnia 1553 w Bursie.
- Şah Sultan urodzona w Konyi w 1550. Wyszła za mąż za Damata Abdülkerima Agę. Zmarła 2 października 1577[5]

## Postać w kulturze
- W 1561 roku, osiem lat po śmierci Mustafy, francuski autor Gabriel Bounin napisał tragedię pod tytułem La Soltane o roli Roksolany w śmierci Mustafy[6]. Wraz z tą tragedią Turcy zostali po raz pierwszy pokazani na scenie we Francji[7].
- Książę Mustafa jest ważną postacią w tureckim serialu Wspaniałe stulecie. Jako że akcja dzieje się na przestrzeni wielu lat, zagrało ją kilka osób w różnym wieku. Dorosłego Mustafę zagrał Mehmet Günsür. Dopóki postać nie dorosła, jej znaczenie było niewielkie.